# Plusy
Plusy (biał. Плюсы) – agromiasteczko na Białorusi, w obwodzie witebskim, w rejonie brasławskim, w sielsowiecie Plusy.
Siedziba sielsowietu Plusy.

## Historia
W czasach zaborów wieś leżała w granicach Imperium Rosyjskiego.
W latach 1921–1945 wieś leżała w Polsce, w województwie nowogródzkim (od 1926 w województwie wileńskim), w powiecie brasławskim, w gminie Plusy.
Według Powszechnego Spisu Ludności z 1921 roku zamieszkiwało tu 88 osób, 44 były wyznania rzymskokatolickiego a 44 mojżeszowego. Jednocześnie 32 mieszkańców zadeklarowało polską przynależność narodową, 10 białoruska, 44 żydowską a 2 inną. Było tu 20 budynków mieszkalnych. W 1931 w 27 domach zamieszkiwało 135 osób.
Wierni należeli do miejscowej parafii rzymskokatolickiej. Miejscowość podlegała pod Sąd Grodzki w Brasławiu i Okręgowy w Wilnie; mieścił się tu urząd pocztowy, który obsługiwał większą część terenu gminy. Siedziba zarządu gminy wiejskiej Plusy.
W 1939 został umiejscowiony w Plusach Komisariat Straży Granicznej „Plusy” oraz placówka Straży Granicznej I linii „Plusy”.
W wyniku napaści ZSRR na Polskę we wrześniu 1939 miejscowość znalazła się pod okupacją sowiecką. Od czerwca 1941 roku pod okupacją niemiecką. W 1944 miejscowość została ponownie zajęta przez wojska sowieckie i włączona do Białoruskiej SRR.
Od 1991 w składzie niepodległej Białorusi.

## Zabytki
- Kościół Trójcy Świętej (pocz. XX wieku)